# Vigor Boucquet
Pour les articles homonymes, voir Boucquet.
Vigor Boucquet ou Victor Boucquet, peintre flamand, est né en 1619 à Furnes et décédé le 11 février 1677 dans la même ville, est un peintre d'histoire et portraitiste flamand.

## Biographie
Fils du peintre Marcus Boucquet, un peintre peu connu, originaire de Saint-Omer, le style dit « pseudo-espagnol » de Vigor Boucquet laisse penser qu'il a dû voyager avant de revenir à Furnes pour s'y établir définitivement.

## Œuvres
Ses œuvres se trouvent principalement dans différentes églises de Flandres.
A Nieuport on peut voir dans la grande église, deux de ses retables, dont celui de La Mort de saint François. Dans la mairie un grand tableau, considéré comme son travail principal, représente Le Jugement de Cambyse. Il a également réalisé une Descente de Croix pour l'autel principal de l'église d'Ostende.
- Un Porte étendard, 1664, huile sur toile, 128 × 149 cm, Musée du Louvre, Paris

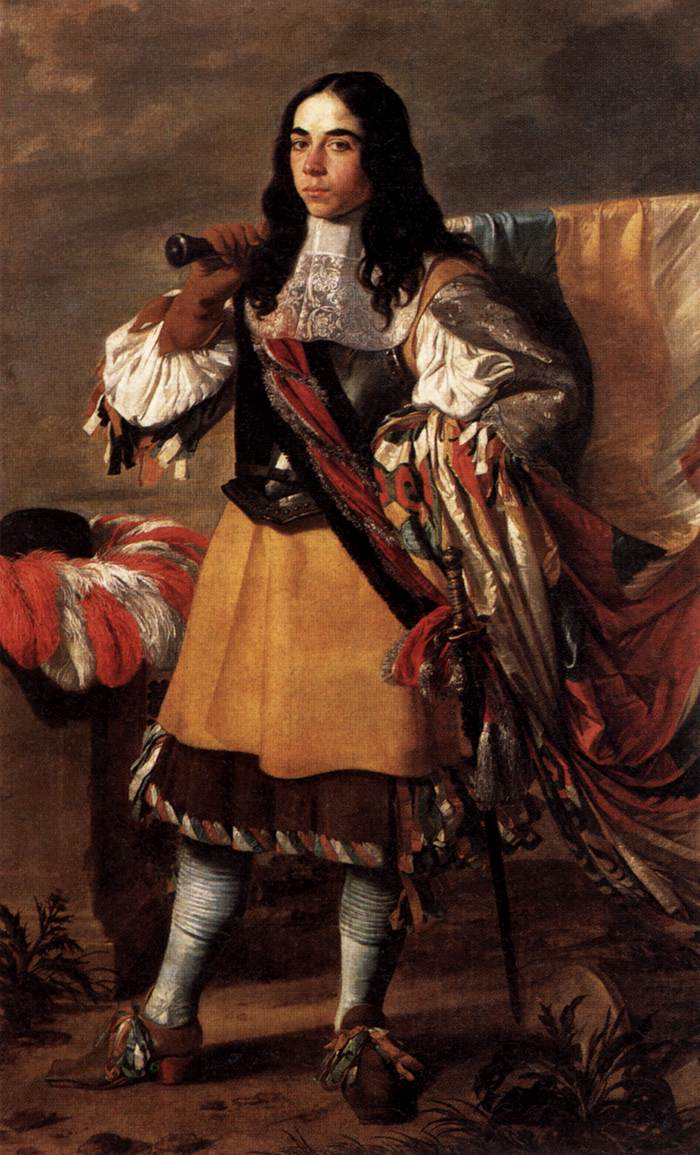
Porte-étendard (1664)
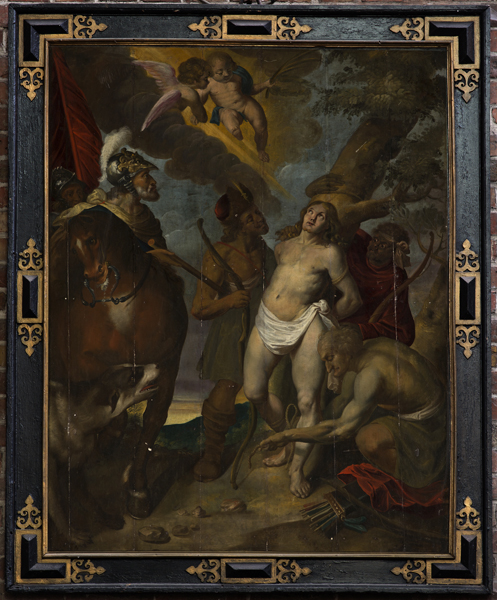
Sébastien
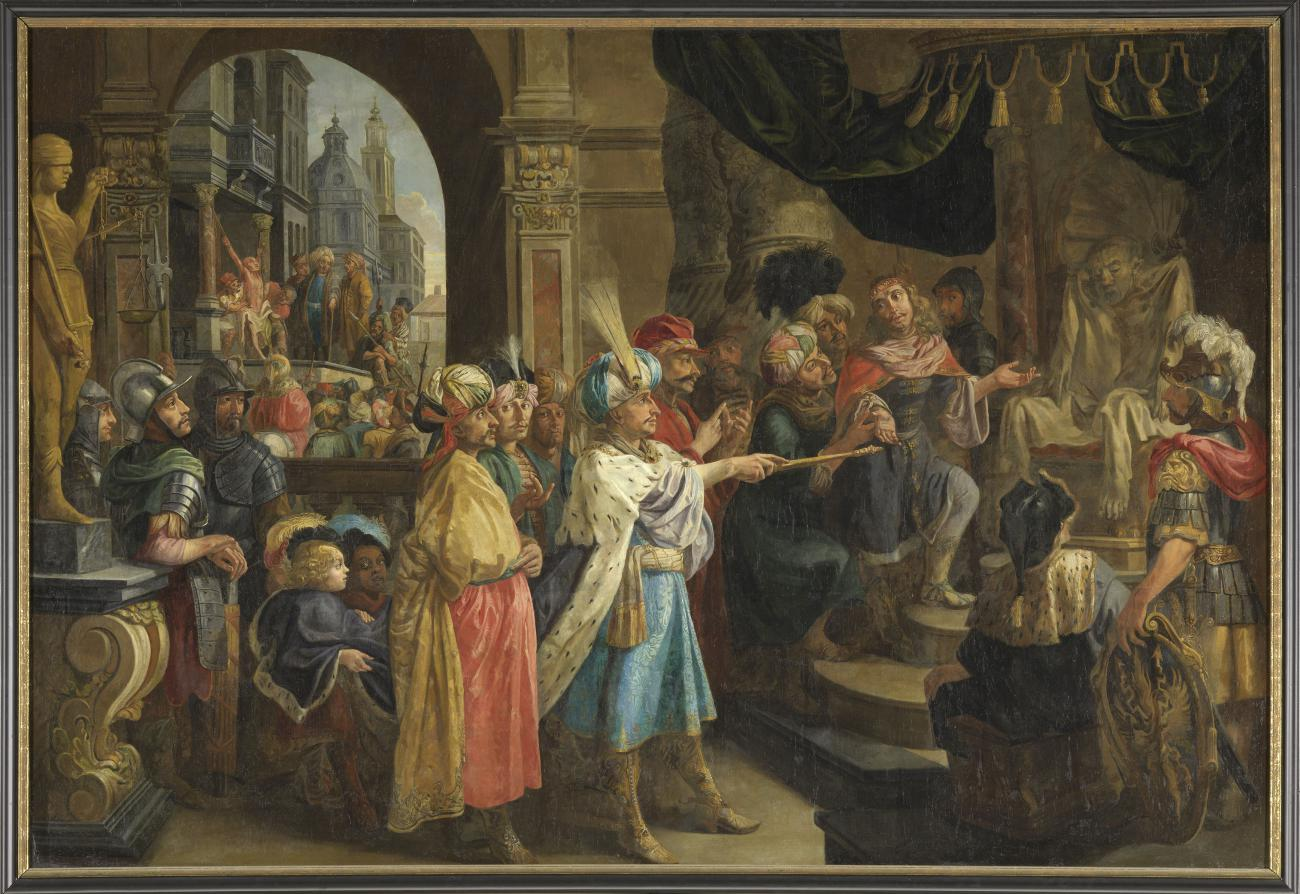
Cambyse
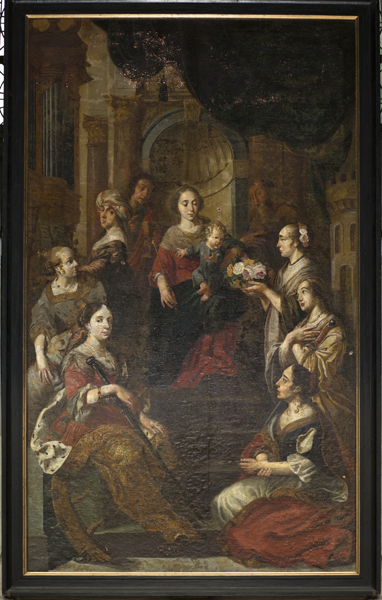
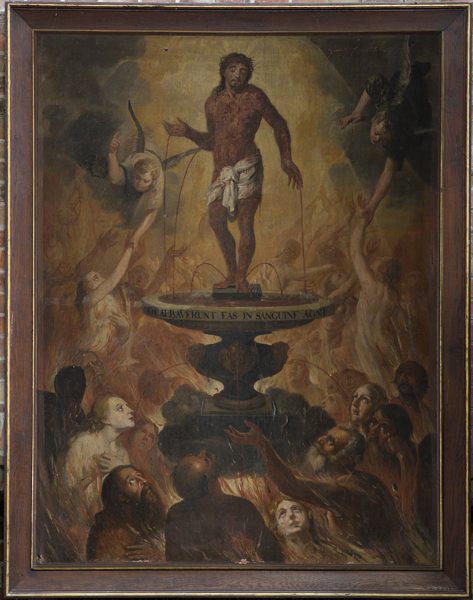